# BoCoCa (Brooklyn)
BoCoCa es un término abarcativo para referirse a tres barrios del distrito de Brooklyn en Nueva York. El nombre es una palabra híbrida que combina los nombres de los barrios de Boerum Hill, Cobble Hill y Carroll Gardens.  El nombre no es usado con frecuencia, pero poco a poco está ganando mayor popularidad, incluso fuera de los Estados Unidos. En la guía de Nueva York de Not For Tourists, BoCoCa está listado con Red Hook.